# Okręg wyborczy nr 5 do Sejmu Rzeczypospolitej Polskiej (1991–1993)
Okręg wyborczy nr 5 do Sejmu Rzeczypospolitej Polskiej (1991–1993) obejmował województwo piotrkowskie. W ówczesnym kształcie został utworzony w 1991. Wybieranych było w nim 7 posłów w systemie proporcjonalnym.
Siedzibą okręgowej komisji wyborczej był Piotrków Trybunalski.

## Wybory parlamentarne 1991
Głosowanie odbyło się 27 października 1991.
| Komitet wyborczy                                      | Komitet wyborczy                                     | Głosów | %     | Mandaty | Wybrani posłowie  |
| ----------------------------------------------------- | ---------------------------------------------------- | ------ | ----- | ------- | ----------------- |
|                                                       | Polskie Stronnictwo Ludowe Sojusz Programowy         | 26 562 | 15,63 | 1       | Roman Jagieliński |
|                                                       | Sojusz Lewicy Demokratycznej                         | 20 077 | 11,81 | 1       | Anna Dudkiewicz   |
|                                                       | Porozumienie Ludowe                                  | 16 565 | 9,75  | 1       | Andrzej Adamowicz |
|                                                       | Wyborcza Akcja Katolicka                             | 16 352 | 9,62  | 1       | Stanisław Stańdo  |
|                                                       | Unia Demokratyczna                                   | 15 876 | 9,34  | 1       | Władysław Raiter  |
|                                                       | Konfederacja Polski Niepodległej                     | 14 653 | 8,62  | 1       | Andrzej Rychlik   |
|                                                       | Niezależny Samorządny Związek Zawodowy „Solidarność” | 11 270 | 6,63  | –       |                   |
|                                                       | Kongres Liberalno-Demokratyczny                      | 9258   | 5,45  | 1       | Jerzy Orłowski    |
|                                                       | Porozumienie Obywatelskie Centrum                    | 9228   | 5,43  | –       |                   |
|                                                       | Polska Partia Przyjaciół Piwa                        | 5826   | 3,43  | –       |                   |
|                                                       | Chrześcijańska Demokracja                            | 4826   | 2,84  | –       |                   |
|                                                       | Porozumienie Komitetów Obywatelskich                 | 3611   | 2,12  | –       |                   |
|                                                       | Zdrowa Polska - Sojusz Ekologiczny                   | 2956   | 1,74  | –       |                   |
|                                                       | Unia Polityki Realnej                                | 2887   | 1,70  | –       |                   |
|                                                       | Stronnictwo Demokratyczne                            | 2594   | 1,53  | –       |                   |
|                                                       | Koalicja Środowisk Kobiecych                         | 1892   | 1,11  | –       |                   |
|                                                       | Stronnictwo Narodowe                                 | 1670   | 0,98  | –       |                   |
|                                                       | Narodowy KW                                          | 1667   | 0,98  | –       |                   |
|                                                       | Ruch Demokratyczno-Społeczny                         | 975    | 0,57  | –       |                   |
|                                                       | Blok Ludowo-Chrześcijański                           | 841    | 0,49  | –       |                   |
|                                                       | Polski Związek Zachodni                              | 190    | 0,11  | –       |                   |
|                                                       | Wyborczy Blok Mniejszości                            | 173    | 0,10  | –       |                   |
| Frekwencja: 38,79% Źródło: Państwowa Komisja Wyborcza |                                                      |        |       |         |                   |